# Depth
Depth (укр. Глибина) — комп'ютерна інді-гра, розроблена новозеландською компанією Digital Confectioners, та випущена 2014 року. Depth це багатокористувацька гра, де акули полюють на мисливців за підводними скарбами.
18 січня 2022 року розробники оголосили про припинення підтримки гри, але грати в неї можна буде й далі.

## Ігровий процес
Depth — гра від першої особи, дія якої відбувається під водою. Гравець може грати за акулу, або за водолаза, кожна гра відбувається у форматі «четверо водолазів проти двох акул». Акули можуть вбивати водолазів за допомогою своїх надприродних здібностей, а також можуть еволюціонувати завдяки досвіду, який дається за кожне вбивство. Водолази повинні слідувати за підводним човном, який збирає затонулі скарби, та захищати його від акул. За кожну вбиту акулу та підібрані власноруч підводні скарби, гравці отримують ігрову валюту, за яку вони можуть придбати кращу зброю та підводне спорядження, таке як: міни, аптечки, підводні факели тощо. Гра завершується, коли всі скарби зібрані, або коли одна зі сторін використала всі свої відродження.

## Розробка
Розробка гри почалася 2009 року як студентський проект із модифікації до гри Unreal Tournament 3, невеликою командою під керівництвом Алекса Квіка, раніше відомого за роботою над Killing Floor. Між 2010 та 2012 роком гра була перенесена на рушій Unreal Engine та стала розроблятися як самостійна гра, але його розробка зупинилася через проблеми з ігровим процесом. 2013 року компанія Digital Confectioners почала співпрацювати з командою, щоб допомогти доробити гру. 2016 року Digital Confectioners викупили права на проєкт, та продовжила самостійну розробку та підтримку гри.

## Випуск
Сторінка гри з'явилася у Steam 16 жовтня 2014 року з можливістю передзамовлення. Гра була випущена 3 листопада того ж року.

## Сприйняття
| Агрегатор    | Оцінка |
| ------------ | ------ |
| GameRankings | 69%    |
| Metacritic   | 65/100 |

| Видання  | Оцінка |
| -------- | ------ |
| GameSpot | 5/10   |
| IGN      | 7.7/10 |

Depth отримала помірно позитивні відгуки від критиків. IGN описав Depth як «океан напружених та унікальних ігрових моментів», високо оцінивши рівень гри та її звукове оформлення, але розкритикував відсутність ігрових режимів у грі та її скупі можливості кастомізації, заявивши, що вони «сумніваються у довговічності цієї гри». GameSpot менш прихильний, відзначаючи низьку якість текстур, проблеми з балансуванням та відсутність рівнів. GameSpot сподівається, що майбутні оновлення виправлять помилки, додадуть новий контент і цим самим допоможуть грі розкрити весь свій потенціал.
Multiplayer та GameSpot заявили, що гра погано запозичує ігролад серії Left 4 Dead. Незалежний сайт рецензій deviantrobot зазначив, що Depth дуже схожа на Evolve, хоча «гра є достатньо унікальною, щоб бути самодостатньою, а не просто заповнити дірку у вашій ігровій бібліотеці подібно Evolve».